# أوزوالد هير
أوزوالد هير (بالألمانية: Oswald von Heer)‏ هو أستاذ جامعي وعالم نبات وجيولوجي وكاتب وعالم حشرات سويسري، ولد في 31 أغسطس 1809 في يوزويل في سويسرا، وتوفي في 27 سبتمبر 1883 في لوزان في سويسرا بسبب سل.